# Ceroctis trifasciata
Ceroctis trifasciata es una especie de coleóptero de la familia Meloidae.

## Distribución geográfica
Habita en Sudáfrica.